# تامي أوغستون
تامي أوغستون (بالإنجليزية: Tammy Ogston)‏ هي حكمة كرة القدم أسترالية، ولدت في 26 يوليو 1970 في بريزبان في أستراليا.